# Викерз, Ивет
Иве́т Ви́керз (англ. Yvette Vickers; 26 августа 1928[…], Канзас-Сити, Миссури — около 2010, Бенедикт-Кэньон, Калифорния; имя при рождении Иветт Айола Веддер (англ. Yvette Iola Vedder)) — американская актриса кино и телевидения, пинап-модель; в единичных случаях также известна как певица и актриса театра.

## Биография
Иветт Айола Веддер (настоящее имя актрисы) родилась 26 августа 1928 года в городе Канзас-Сити (штат Миссури, США). Отец — Чарльз Ван Веддер, джаз-музыкант, саксофонист; мать — Мария, концертная пианистка. В детстве много путешествовала с родителями по их гастролям. Окончила Калифорнийский университет в Лос-Анджелесе, где обучалась журналистике. Решила стать актрисой, в 1950 году снялась в двух кинофильмах в эпизодических ролях без указания в титрах. Затем в 1953—1956 годах появилась в четырёх эпизодах четырёх телесериалов, а с 1957 года продюсеры оценили её талант и красоту, и стали приглашать на съёмки довольно часто, хотя в титрах её имя указывали далеко не каждый раз. Преимущественно снималась в научно-фантастических фильмах и фильмах ужасов категории B.
Именно в 1957 году Викерз снялась в одной из главных ролей картины «Девушка из исправительной колонии», на постере к фильму изображена она, дерущаяся с другой героиней ленты в исполнении Глории Кастильо — ныне этот постер является признанным объектом коллекционирования.
В июле 1959 года обнажённое фото Викерз было опубликовано на центральном развороте журнала Playboy, она стала «подружкой месяца».
До 1963 года Ивет Викерз (такой сценический псевдоним он взяла) снималась довольно много, затем в ёё карьере наступил перерыв. В 1970 году актриса вернулась на экраны и за шесть лет появилась ещё в одном кинофильме, одном телефильме и в трёх эпизодах трёх телесериалов. Затем она опять долго не снималась, в 1991 году последний раз появилась на экране — в малоизвестном фильме ужасов «Злые ду́хи», и на этом карьера актрисы завершилась.
Последние годы Викерз вела очень уединённый образ жизни, перестав общаться с семьёй и друзьями, проживая в Лос-Анджелесе (в Беверли-Хиллз, согласно некоторым источникам), штат Калифорния; у неё было замечено некоторое психическое расстройство: паранойя и накопительство; мания преследования и алкоголизм; её дом описывали как «полуразрушенный». 27 апреля 2011 года мумифицированное тело Викерз было обнаружено в собственном доме по адресу Уэстванда-Драйв, 10021 её соседкой. Судмедэксперты затруднились определить даже месяц смерти актрисы, сказав, что она умерла «примерно год назад». По косвенным признакам смерть произошла в августе 2010 года. Причиной смерти была названа «сердечная недостаточность в результате ишемической болезни сердца» (коронарная недостаточность). Её останки были кремированы.

### Личная жизнь
22 октября 1953 года Викерз вышла замуж за мужчину по имени Дональд Джордж Прелл, не связанного ни с кинематографом, ни с телевидением. 10 января 1957 года последовал развод.

13 июня 1959 года Викерз вышла замуж за мужчину по имени Леонард Бёрнс. О нём известно, что он был крайне малоизвестным телесценаристом. 12 июня 1961 года последовал развод.

18 ноября 1967 года Викерз вышла замуж за мужчину по имени Том Хауленд (1937 — ?). О нём известно, что он был крайне малоизвестным киноактёром. В апреле 1969 года последовал развод.

Детей у актрисы не было.

Газеты того времени писали о том, что Викерз имела очень близкие и продолжительные (15 лет) отношения с актёром Джимом Хаттоном.

## Фильмография

### Широкий экран (в титрах указана)
- 1957 — Девушка из исправительной колонии[англ.] / Reform School Girl — Рокси
- 1957 — Кратчайший путь в ад[англ.] / Short Cut to Hell — Дейзи
- 1958 — Нападение гигантской женщины / Attack of the 50 Foot Woman — Хани Паркер
- 1959 — Я бандит[англ.] / I Mobster — «Блондинка»
- 1959 — Нападение гигантских пиявок / Attack of the Giant Leeches — Лиз Уокер
- 1963 — Хад / Hud — Лили Питерс
- 1971 — Что случилось с Элен?[англ.] / What's the Matter with Helen? — миссис Баркер

### Телевидение (в титрах указана)
- 1953 — Шоу Реда Скелтона[англ.] / The Red Skelton Show — актриса второго плана в скетче (в эпизоде McPugg's Last Fight)
- 1953 — Я живу тремя жизнями[англ.] / I Led 3 Lives — Сью Дэвис (в эпизоде Campus Story)
- 1956 — Жизнь и житие Уайатта Эрпа[англ.] / The Life and Legend of Wyatt Earp — Салли (в эпизоде A Quiet Day in Dodge City)
- 1957 — Дневной спектакль[англ.] / NBC Matinee Theater — Тёмная Ведьма (в эпизоде Dark of the Moon)
- 1957, 1959 — Сеть[англ.] / Dragnet — Джанет Скалли • Джойс Фоллер (в 2 эпизодах)
- 1958 — Отряд М[англ.] / M Squad — Салли (в эпизоде The Phantom Raiders)
- 1958 — Техасец[англ.] / The Texan — Джуди Клейтон (в эпизоде The Lord Will Provide)
- 1958—1959 — Майк Хаммер[англ.] / Mickey Spillane's Mike Hammer — Эллен Роббинс • Гейл Чапман (в 2 эпизодах)
- 1959 — Бэт Мастерсон[англ.] / Bat Masterson — Джесси Симмонс (в эпизоде Double Trouble in Trinidad)
- 1959 — Человек с камерой[англ.] / Man with a Camera — Дотти (в эпизоде Face of Murder)
- 1959 — Alcoa представляет: Один шаг за…[англ.] / Alcoa Presents: One Step Beyond — Карлотта Патруццио (в эпизоде The Aerialist)
- 1961 — Бунтарь[англ.] / The Rebel — Кэтрин Джюэл • Нэнси (в 2 эпизодах)
- 1961—1962 — Истории Уэллса Фарго[англ.] / Tales of Wells Fargo — Агнес Дженкинс • Кэрол Армстронг (в 2 эпизодах[англ.])
- 1970 — Три моих сына[англ.] / My Three Sons — первая модель (в эпизоде My Four Women[англ.])
- 1975 — Мёртвые не умирают[англ.] / The Dead Don't Die — мисс Эдриан
- 1976 — Переключатель[англ.] / Switch — Селена (в эпизоде Ain't Nobody Here Named Barney)

### В титрах не указана
- 1950 — Бульвар Сансет / Sunset Boulevard — девушка, хихикающая по телефону на вечеринке
- 1950 — Звук ярости / The Sound of Fury — девушка в ночном клубе
- 1957 — Растяпа[англ.] / The Sad Sack — Хейзел
- 1958 — Подростковые джунгли[англ.] / Juvenile Jungle — «Кошечка»
- 1958 — Сага о Хемпе Брауне[англ.] / The Saga of Hemp Brown — Амелия Смедли
- 1959 — Диснейленд[англ.] / Disneyland — девушка на вечеринке (в эпизоде The Swamp Fox: The Birth of the Swamp Fox[англ.])
- 1962 — Точка давления / Pressure Point — пьяная женщина
- 1963 — Пляжная вечеринка / Beach Party — блондинка, занимающаяся йогой
- 1974 — Критическое положение![англ.] / Emergency! — мачеха Гарольда (в эпизоде Parade[англ.])